# Универзитет у Олгину
Универзитет у Олгину „Оскар Луцеро Моја“ (шп. Universidad de Holguín "Oscar Lucero Moya", UHO) је универзитет у Олгину, у Куби, основан 1978. године.

## Факултети
Универзитет је подијељен на 5 факултета:
- Факултет за информатику и математику
- Економски факултет
- Факултет за индустријски инжињеринг и туризам
- Технички факултет
- Факултет друштвених наука